# Thierry Vigneron
Thierry Georges Vigneron (Gennevilliers, 9 marzo 1960) è un ex astista francese, cinque volte primatista mondiale e due volte campione europeo indoor.

## Biografia
Ha conseguito molte vittorie nell'ambito della sua carriera agonistica culminata nelle due medaglie d'oro conquistate nel 1981 e nel 1985 ai Campionati Europei Indoor. Ha partecipato ad Olimpiadi e Campionati del Mondo, stabilendo cinque record del mondo.
Spesso oscurato dall'astro di Serhij Bubka, non ebbe mai modo di imporsi quale miglior specialista a livello mondiale. Della sua rivalità con Bubka, si ricorda il Golden Gala svoltosi allo Stadio Olimpico di Roma il 31 agosto 1984, dove Vigneron riuscì ad eguagliare il record mondiale di 5,91 per vedersi sconfiggere pochi minuti dopo dall'avversario che si arrampicò a 5,94.
Si è ritirato nel 1996.

## Record mondiali
Vigneron in carriera ha stabilito cinque volte il record del mondo del salto con l'asta, ultimo atleta a detenere il record prima dell'avvento di Serhij Bubka.
- Salto con l'asta: 5,75 m ( Parigi, 1º giugno 1980)
- Salto con l'asta: 5,75 m ( Lilla, 29 giugno 1980)
- Salto con l'asta: 5,80 m ( Mâcon, 20 giugno 1981)
- Salto con l'asta: 5,83 m ( Roma, 1º settembre 1983)
- Salto con l'asta: 5,91 m ( Roma, 31 agosto 1984)

## Palmarès
- Medaglia d'oro Campionati Europei Indoor 1981
- Medaglia d'oro Campionati Europei Indoor 1985
- Medaglia d'argento ai Campionati del Mondo 1987
- Medaglia d'argento ai Campionati Mondiali Indoor 1985
- Medaglia di bronzo ai Campionati Mondiali Indoor 1987
- Medaglia d'argento ai Giochi del Mediterraneo 1993
- Medaglia di bronzo alle Olimpiadi di Los Angeles 1984
- Grand Prix IAAF: 2º nel 1985 e 3º nel 1987